# FFS (альбом)
| Совокупная оценка    | Совокупная оценка |
| Источник             | Оценка            |
| -------------------- | ----------------- |
| Metacritic           | 78/100            |
| Оценки критиков      |                   |
| Источник             | Оценка            |
| AllMusic             | [ 3 ]             |
| The A.V. Club        | B+                |
| Classic Rock         | 8/10              |
| Consequence of Sound | B                 |
| The Guardian         | [ 7 ]             |
| The Independent      | [ 8 ]             |
| NME                  | 7/10              |
| NOW                  | [ 10 ]            |
| Pitchfork            | 7.1/10            |
| Rolling Stone        | [ 12 ]            |

FFS — дебютный студийный альбом супергруппы FFS, состоящей из участников групп Franz Ferdinand и Sparks.

## Описание
Альбом был записан в течение 15-дневной сессии в конце 2014 года в RAK Studios в Лондоне. Продюсером записи выступил Джон Конглтон. Для продвижения альбома было выпущено три сингла: «Johnny Delusional» (13 апреля 2015), «Call Girl» (28 мая 2015) и «Police Encounters» (23 октября 2015).
FFS получил в основном положительные отзывы от критиков (по данным сайта Metacritic) и был назван одним из лучших альбомов 2015 года изданиями Daily Record и The Guardian. По мнению обозревателя The A.V. Club, группам удалось органично соединить в альбоме свои музыкальные стили: «бойкое пианино, нахальные синтезаторы, глэмовые гитары, ритмичные цифровые удары и театральные аранжировки рождают музыку, которая сродни смеси бродвейских мюзиклов с классическим роком 70-х и перфорированным электропопом». Аналогичное мнение о «бесшовном соединении» стилей двух групп высказал обозреватель The Independent, назвав получившийся результат «оперным инди-электропопом».

## Список композиций
| №                   | Название                      | Длительность |
| ------------------- | ----------------------------- | ------------ |
| 1.                  | «Johnny Delusional»           | 3:11         |
| 2.                  | «Call Girl»                   | 3:21         |
| 3.                  | «Dictator's Son»              | 4:15         |
| 4.                  | «Little Guy from the Suburbs» | 5:09         |
| 5.                  | «Police Encounters»           | 3:10         |
| 6.                  | «Save Me from Myself»         | 3:57         |
| 7.                  | «Sõ Desu Ne»                  | 3:52         |
| 8.                  | «The Man Without a Tan»       | 3:28         |
| 9.                  | «Things I Won't Get»          | 3:03         |
| 10.                 | «The Power Couple»            | 3:01         |
| 11.                 | «Collaborations Don't Work»   | 6:42         |
| 12.                 | «Piss Off»                    | 3:55         |
| Общая длительность: | Общая длительность:           | 47:04        |

| №                   | Название            | Длительность |
| ------------------- | ------------------- | ------------ |
| 13.                 | «So Many Bridges»   | 3:16         |
| 14.                 | «King of the Song»  | 3:06         |
| 15.                 | «Look at Me»        | 5:43         |
| 16.                 | «A Violent Death»   | 3:51         |
| Общая длительность: | Общая длительность: | 63:00        |

## Участники записи
Данные из вкладыша альбома:
FFS
- Алекс Капранос — вокал, бэк-вокал, гитара, синтезатор (1)
- Ник МакКарти — гитара, клавишные, вокал (9), бэк-вокал
- Боб Харди — бас-гитара, бэк-вокал
- Пол Томсон — ударные, перкуссия, бэк-вокал
- Рассел Мэйл — вокал, бэк-вокал
- Рон Мэйл — клавишные, бэк-вокал

Производственный персонал
- Грег Калби — мастеринг
- Джон Конглтон — звукорежиссирование, миксинг (3-6, 8-16), продакшн
- Майк Хорнер — ассистент
- Ченцо Таунсхенд — миксинг (1, 2, 7)

## Чарты
| Чарт (2015)                       | Высшая позиция |
| --------------------------------- | -------------- |
| Australian Albums (ARIA)          | 85             |
| Австрия (Ö3 Austria)              | 36             |
| Бельгия/Фландрия (Ultratop)       | 47             |
| Бельгия/Валлония (Ultratop)       | 45             |
| Нидерланды (Album Top 100)        | 13             |
| Франция (SNEP)                    | 27             |
| Германия (Offizielle Top 100)     | 22             |
| Италия (Classifica album)         | 60             |
| Испания (PROMUSICAE)              | 53             |
| Швейцария (Schweizer Hitparade)   | 19             |
| Великобритания (UK Albums Chart)  | 17             |
| US Alternative Albums (Billboard) | 15             |
| US Heatseekers Albums (Billboard) | 4              |
| US Rock Albums (Billboard)        | 22             |